# Šaumburk
Šaumburk je zaniklý hrad, který leží západně od obce Rajnochovice na kopci Hrad (608 metrů) v okrese Kroměříž. Od roku 1973 je chráněn jako kulturní památka.

## Historie
Hrad Šaumburk nechal postavit v letech po roce 1272 olomoucký biskup Bruno ze Schauenburku (počeštěno Bruno ze Šaumburku) jako své reprezentativní sídlo a pojmenoval jej podle svého rodového sídla v Dolním Sasku. Jednalo se o rozsáhlý obdélníkový hrad o rozměrech 120 × 50 metrů, na jihu opatřen deset metrů širokým hradním příkopem s padacím mostem. V roce 1275 byl hrad již natolik rozestavěný, že se na něm uvádí purkrabí Mikuláš z Choryně. Po smrti biskupa Bruna byl hrad poškozen, ale poté byl opraven a v roce 1307 byl funkční. V letech 1320–1325 se na něm ještě nacházel purkrabský úřad, ale hrad pro svou rozlohu a nákladnou údržbu zanikl.
Někdy v polovině 14. století ho nahradil blízký Nový Šaumburk. Kolem hradu vede ze železniční zastávky Podhradní Lhota zeleně značená turistická trasa přes Podhradní Lhotu a Kelčský Javorník na nádraží v Loukově.